# BZC Brandenburg
El BZC Brandenburg es un club holandés de natación y waterpolo con sede en la ciudad de Bilthoven.

## Historia
El club se funda en 1926. 
Sus colores son el verde y el blanco.

## Palmarés
- 2 veces campeón de la Liga de los Países Bajos de waterpolo femenino (1991 y 2006)
- 1 vez campeón de la copa de Europa de waterpolo femenino (1992)[2]